# Adoretus saigonensis
Adoretus saigonensis är en skalbaggsart som beskrevs av Ohaus 1914. Adoretus saigonensis ingår i släktet Adoretus och familjen Rutelidae. Inga underarter finns listade i Catalogue of Life.